# Sabirabad
Pour le département, voir Sabirabad (raion).
Sabirabad (ainsi que Galagayin, Petropavlovka, Petropavlovskaya et Sabirabad) est une ville de la République d'Azerbaïdjan, capitale du raion de Sabirabad, Elle aurait en 2018 près de 30 612 habitants.